# Зоммер, Вальтер
Фриц Рудольф Вальтер Зо́ммер (нем. Fritz Rudolf Walther Sommer; 9 июля 1893, Рудольштадт — 4 июля 1946, СССР) — немецкий юрист, сотрудник штаба заместителя фюрера Рудольфа Гесса в ранге оберфюрера.

## Биография
Вальтер Зоммер родился в семье нотариуса Пауля Зоммера и его супруги Элизы, урождённой Циммерман. Отец Зоммера работал в городской администрации и являлся депутатом ландтага Шварцбург-Рудольштадта от Национал-либеральной партии Германии. Вальтер Зоммер окончил местную гимназию, затем в 1912—1914 годах изучал историю, германистику и юриспруденцию в Гёттингенском университете. В 1914 году записался добровольцем на фронт. В январе 1917 года получил тяжёлое ранение. В 1919 и 1922 годах сдал экзамены на звание юриста и поступил на службу в министерство внутренних дел Тюрингии, в 1925 году получил звание регирунгсрата. В 1912—1922 годах Зоммер состоял в Пангерманском союзе, в 1919—1924 годах — в Немецкой народной партии, а в 1928 году вступил в НСДАП.
В мае 1934 года Вальтер Зоммер был уволен с государственной службы в Тюрингии и поступил на работу в штаб заместителя фюрера. Зоммер занимал должность главного референта по всем вопросам, находившимся в ведении Рудольфа Гесса как рейхсминистра. На посту главы 3-го отдела Зоммер участвовал в разработке государственных законов и представлял интересы НСДАП. Он отвечал за корреспонденцию между министерствами и штабом и вместе с гауляйтером Адольфом Вагнером — за реформы в Рейхе в целом. Вальтер Зоммер на своей должности до конца 1939 года принял участие в разработке всех наиболее важных законодательных инициатив, направленных против евреев.
В январе 1941 года, ещё при Рудольфе Гессе, Мартин Борман решил сменить кадры 2-го отдела, занимавшегося государственными делами, посчитав, что Зоммер по состоянию здоровья перестал соответствовать возлагаемым на него обязанностям. Вальтера Зоммера назначили председателем нового Имперского административного суда. За роман с сотрудницей и последующие отношения замужней женщиной Зоммер был вынужден попросить отставку «по состоянию здоровья». Он был уволен со службы и лишился партийного звания, а в 1942 году добровольно вышел из состава СС. Позднее он пытался найти себе должность на оккупированных восточных территориях, но не смог преодолеть влияние Бормана. С осени 1942 года проживал с семьёй в Мюнхене в качестве пенсионера, в сентябре 1943 года переехал в Рудольштадт и в 1944 году развёлся с женой. С новой супругой, его бывшей секретаршей, переехал в Йену, где весной 1944 года был призван в фольксштурм.
О дальнейшей судьбе Зоммера существует несколько версий. По одной из них, Вальтер Зоммер летом 1946 года попал в советский плен и умер. По другим данным Зоммер был арестован в Рудольштадте 19 октября 1945 года, содержался в веймарской тюрьме и был приговорён к смертной казни советским военным трибуналом и был казнён 4 июля 1946 года в СССР.